# Aniela Szlemińska

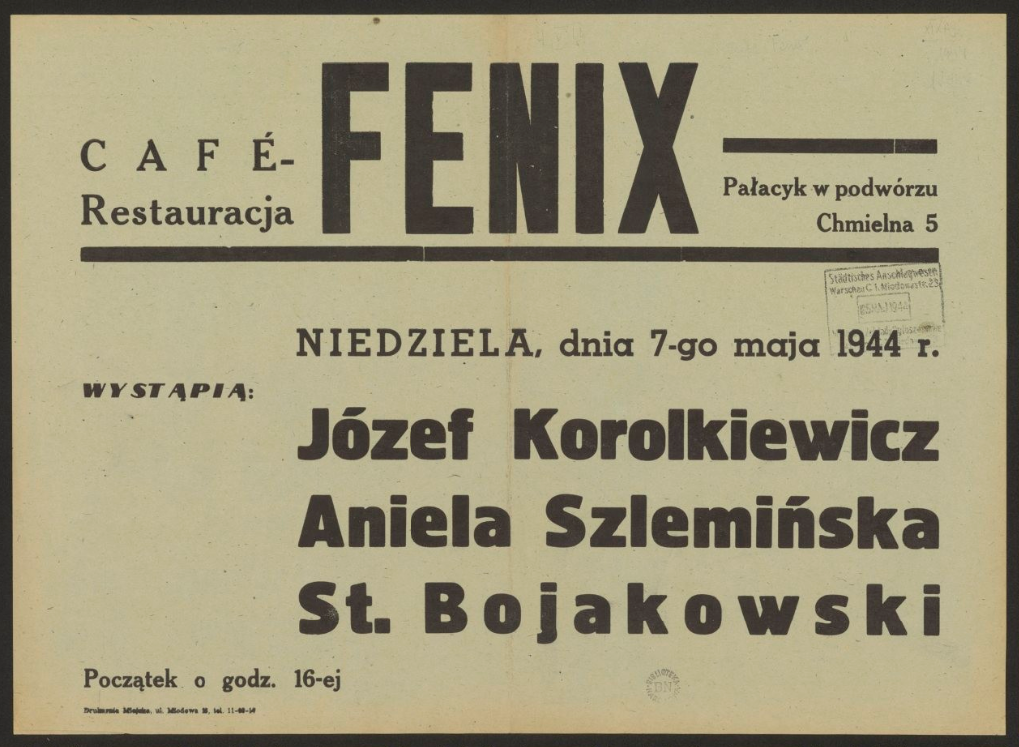
Aniela Szlemińska na afiszu warszawskiej „Café Fenix”, 1944

Aniela Szlemińska (ur. 12 lutego 1892 w Winnicy, zm. 3 kwietnia 1964 w Krakowie) – polska śpiewaczka operowa (sopran) i pedagog.

## Życiorys
Urodziła się w rodzinie Ludwika i Anny Masiorów. W 1910 wyszła za mąż za Józefa Szlemińskiego (1889–1980), który był dyrektorem firmy naftowej „Rekord” w Borysławiu. Po ślubie podjęła naukę śpiewu. Najpierw uczyła się u Zofii Frankowskiej i Czesława Zaremby, a następnie ukończyła Konserwatorium Polskiego Towarzystwa Muzycznego we Lwowie. Na początku lat 20. kształciła się także w szkole dramatycznej1=:1.
Debiutowała w Operze Lwowskiej rolą Rozyny w Cyruliku sewilskim. Śpiewała w Operze Poznańskiej, a potem Lwowskiej. W 1931 rozpoczęła pracę w Polskim Radiu w Warszawie. Równocześnie koncertowała w Danii, Stanach Zjednoczonych, Niemczech, Łotwie i Węgrzech. Po zajęciu Lwowa przez wojska sowieckie pracowała w rozgłośni lwowskiego radia. Po rozpoczęciu wojny niemiecko-rosyjskiej w czerwcu 1941 przeniosła się do okupowanej Warszawy, gdzie wraz z innymi artystami śpiewała w kawiarniach i restauracjach. Po zakończeniu II wojny była profesorem w Państwowej Wyższej Szkole Muzycznej w Krakowie, gdzie uczyła śpiewu solowego.
19 stycznia 1955 na wniosek Ministra Kultury i Sztuki została odznaczona Medalem 10-lecia Polski Ludowej.
Zmarła w Krakowie. Została pochowana na cmentarzu Rakowickim (kwatera XXIX-Grobowiec Zbiorowy ZCK).

### Małżeństwa i dzieci
Z małżeństwa z Józefem Szlemińskim miała dwóch synów – Jerzego Zbigniewa (1912–1991), po wojnie pracownika Centrali Przemysłu Ludowego i Artystycznego „Cepelia” i Bogusława (1914–1985), inżyniera chemika. Jej drugim mężem był od 1944 Czesław Zaremba (1881–1958).